# ويليام إتش إف. باين
ويليام إتش إف. باين (بالإنجليزية: William H. F. Payne)‏ هو محامي أمريكي، ولد في 27 يناير 1830 في مقاطعة فاوكواير في الولايات المتحدة، وتوفي في 29 مارس 1904 في واشنطن العاصمة في الولايات المتحدة.